# Saint-Geoire-en-Valdaine
Saint-Geoire-en-Valdaine là một xã của tỉnh Isère, thuộc vùng Rhône-Alpes, đông nam nước Pháp.

## Points of interest
- Arboretum du Val d'Ainan